# Queralt Castellet
Queralt Castellet i Ibáñez (Sabadell, 17 juni 1989) is een Spaanse snowboardster. Ze vertegenwoordigde haar vaderland op de Olympische Winterspelen 2006 in (Turijn), op de Olympische Winterspelen 2010 (Vancouver), op de Olympische Winterspelen 2014 (Sotsji) en op de Olympische Winterspelen 2018 (Pyeongchang).

## Carrière
Bij haar wereldbekerdebuut, in september 2005 in Valle Nevado, scoorde Castellet direct haar eerste wereldbekerpunten, vier maanden later behaalde ze in Leysin haar eerste toptienklassering. In januari 2008 stond de Spaanse voor de eerste maal in haar carrière op het podium van een wereldbekerwedstrijd, drie jaar later boekte ze in Arosa haar eerste wereldbekerzege.
Castellet nam vijfmaal deel aan de FIS wereldkampioenschappen snowboarden. Haar beste resultaat was de zilveren medaille in de halfpipe op de FIS wereldkampioenschappen snowboarden 2015 in Kreischberg. Op de WSF wereldkampioenschappen snowboarden 2012 in Oslo veroverde de Spaanse de zilveren medaille in de halfpipe.
Tijdens de Olympische Winterspelen van 2006 in Turijn eindigde de Spaanse als zesentwintigste op het onderdeel halfpipe, vier jaar later eindigde ze op datzelfde onderdeel als twaalfde in Vancouver. In 2014 in Sotsji eindigde Castellet als elfde in de halfpipe. Tijdens de Olympische Winterspelen van 2018 in Pyeongchang eindigde ze als zevende in de halfpipe.

## Resultaten

### Olympische Winterspelen
| Jaar | Plaats      | Resultaten   |
| ---- | ----------- | ------------ |
| 2006 | Turijn      | 26e Halfpipe |
| 2010 | Vancouver   | 12e Halfpipe |
| 2014 | Sotsji      | 11e Halfpipe |
| 2018 | Pyeongchang | 7e Halfpipe  |

### Wereldkampioenschappen
| FIS  | FIS                    | FIS                      |
| Jaar | Plaats                 | Resultaten               |
| ---- | ---------------------- | ------------------------ |
| 2007 | Arosa                  | 10e Halfpipe             |
| 2009 | Gangwon                | 6e Halfpipe              |
| 2013 | Stoneham-et-Tewkesbury | 5e Halfpipe              |
| 2015 | Kreischberg            | Halfpipe                 |
| 2017 | Sierra Nevada          | 10e Big air 11e Halfpipe |
| 2019 | Park City              | 4e Halfpipe              |

| WSF  | WSF    | WSF        |
| Jaar | Plaats | Resultaten |
| ---- | ------ | ---------- |
| 2012 | Oslo   | Halfpipe   |

### Wereldbeker
Eindklasseringen
| Seizoen   | Algm   | HP     | SS  | BA  |
| --------- | ------ | ------ | --- | --- |
| 2005/2006 | 94e    | 36e    | –   | –   |
| 2006/2007 | 122e   | 51e    | –   | –   |
| 2007/2008 | 22e    | Brons  | –   | –   |
| 2008/2009 | 38e    | 10e    | –   | –   |
| 2009/2010 | 74e    | 20e    | –   | –   |
| 2010/2011 | 15e    | 11e    | –   | –   |
| 2011/2012 | Zilver | Zilver | –   | –   |
| 2012/2013 | 5e     | 5e     | –   | –   |
| 2013/2014 | 31e    | 17e    | –   | –   |
| 2014/2015 | 34e    | 12e    | –   | –   |
| 2015/2016 | 11e    | 13e    | 38e | 6e  |
| 2016/2017 | 15e    | 11e    | 53e | 30e |
| 2017/2018 | 10e    | 4e     | -   | -   |
| 2018/2019 | 5e     | Zilver | -   | -   |

Wereldbekerzeges
| Datum            | Plaats          | Onderdeel |
| ---------------- | --------------- | --------- |
| 26 maart 2011    | Arosa           | Halfpipe  |
| 3 november 2011  | Saas-Fee        | Halfpipe  |
| 13 januari 2018  | Snowmass        | Halfpipe  |
| 15 februari 2019 | Calgary         | Halfpipe  |
| 14 december 2019 | Copper Mountain | Halfpipe  |
| 18 januari 2020  | Laax            | Halfpipe  |